# Kusztija
Kusztija – miasto w zachodnim Bangladeszu, w prowincji Khulna. W 2001 roku liczyło ok. 100 tys. mieszkańców